# Болон-Кавиль
Болон-Кавиль (майя: 9-K'AWI :L «9 Кавилей») — правитель Канульского царства со столицей в Калакмуле.

## Биография
Болон-Кавиль является преемником Яш-Чит-Нах-Кана.
Он упоминается на стеле 88, датированной 751 годом. Также он упоминается на блоке иероглифической лестницы в «Строении 13», связанном с датой после 751 года.
В честь окончания катуна 9.17.0.0.0, 13 Ajaw 18 Kumk’u (24 января 771 года) он установил две стелы 57 и 58 на восточной стороне «Строения 13».
Следующим известным правителем Кануля стал Чан-Пет.

## Имя
Болон-Кавиль назван в честь бога дождя Кавиля. Болон означает «девять».